# Chaunté Loweová
Chaunte Howardová, provdaná Loweová (* 12. ledna 1984 Templeton, Kalifornie, Spojené státy americké) je americká atletka, jejíž hlavní disciplínou je skok do výšky. Jejím největším úspěchem je titul halové mistryně světa (2012) a stříbrná medaile z MS v atletice 2005. Je držitelkou amerických rekordů v hale i pod širým nebem.
V roce 2003 získala bronzovou medaili na panamerickém mistrovství juniorů v hlavním městě Barbadosu, Bridgetownu. Reprezentovala na letních olympijských hrách v Athénách, kde skončila v kvalifikaci. Na olympiádě v Pekingu se umístila ve finále na šestém místě, když překonala 199 cm. V roce 2009 skončila společně se Švédkou Emmou Greenovou sedmá na mistrovství světa v Berlíně. Na halovém MS v katarském Dauhá překonala 198 cm a získala bronzovou medaili. V roce 2012 se stala celkovou vítězkou Diamantové ligy ve skoku do výšky.
30. července 2007 se ji narodila dcera Jasmine.

## Osobní rekordy
- hala – 202 cm – 26. února 2012, Albuquerque
- venku – 205 cm – 26. června 2010, Des Moines